# Ende (Familienname)
Ende ist ein deutscher Familienname.

## Namensträger
- Adolf von Ende (1760–1816), deutscher Jurist
- Adolf Ende (Lex Ende; 1899–1951), deutscher Journalist und Publizist
- Adriaan van den Ende (1768–1846), niederländischer Reformator des Bildungswesens
- Alexander Ende (* 1979), deutscher Fußballtrainer
- August von Ende (1815–1889), deutscher Beamter und Politiker, MdR
- August Friedrich von Ende (1719–1797), deutscher Rittergutsbesitzer, Beamter und Richter
- Bjorn van den Ende (* 1986), niederländischer Ruderer
- Carl Bernhard von Ende (1741–1807), deutscher Hofbeamter und Hofrichter
- Carl Gottlob von Ende (1700–1771), deutscher Rittergutsbesitzer, Hofbeamter und Hofrichter
- Carl Heinrich Konstantin von Ende (1784–1845), deutscher Rittergutsbesitzer, Hofbeamter und Kurator
- Christian Gottlob Ernst am Ende (1819–1890), deutscher Bibliothekar, Buchhändler und Schriftsteller
- Curt am Ende (1889–1970), deutscher Architekt
- Doris am Ende (1857–1944), deutsche Malerin und Grafikerin
- Edgar Ende (1901–1965), deutscher Maler
- Felix von Ende (1856–1929), deutscher Maler
- Friedrich Albrecht Gotthilf von Ende (1763–1829), deutscher Generalleutnant
- Gabriele von Ende (* 1944), deutsche Malerin
- Georg Am Ende (1572–1624), deutscher Jesuit und Prediger, siehe Georg Amende
- Gotthelf Dietrich von Ende (1726–1798), deutscher Verwaltungsjurist und Politiker
- Hans am Ende (1864–1918), deutscher Maler
- Hans-Jürgen Ende (* 1962), deutscher Leichtathlet
- Heinrich vom Ende (1858–1904), deutscher Musikverleger und Komponist
- Hermann Ende (1829–1907), deutscher Architekt und Hochschullehrer
- Horst Ende (Polizist) (1926–1996), deutscher Polizist
- Horst Ende (Kunsthistoriker) (1940–2017), deutscher Kunsthistoriker und Denkmalpfleger
- Johann August Ende (1832–??), deutscher Lehrer und Autor
- Johann Friedrich August von Ende (1780–1834), deutscher Gardegeneral
- Johann Gottfried am Ende (1752–1821), deutscher Theologe
- Johann Heinrich am Ende (1645–1695), deutscher Maler
- Johann Joachim Gottlob am Ende (1704–1777), deutscher Theologe, Pädagoge und Autor
- Joop van den Ende (* 1942), niederländischer Musical- und Theaterproduzent
- Karl Friedrich am Ende (1756–1810), österreichischer Feldmarschallleutnant
- Konrad Ende (1895–1976), deutscher Politiker (DNVP)
- Leopold Nicolaus von Ende (1715–1792), deutscher Politiker
- Louis Ende (1840–1900), deutscher Architekt
- Ludwig am Ende (1833–1911), preußischer Generalmajor
- Margarethe von Ende (1854–1931), Ehefrau von Friedrich Alfred Krupp, siehe Margarethe Krupp
- Mario van der Ende (* 1956), niederländischer Fußballspieler, -trainer und -schiedsrichter
- Micha Ende (* 1959), deutsch-brasilianischer Fotograf, Journalist, Dokumentarfilmer und Kurator
- Michael Ende (1929–1995), deutscher Schriftsteller
- Moritz Ende (* 1999), deutscher Handballspieler
- Otto von Ende (1795–1856), deutscher Kammerherr und Politiker
- Paul am Ende (1851–1926), deutscher Politiker
- Paul Ende (1874–1957), deutscher Politiker (DDP)
- Rainier von Ende (1807–1871), kurhessischer Kriegsminister
- Reimer von Ende (1844–1906), deutscher Generalleutnant
- Reiner Ende (1953–2022), deutscher Maler und Grafiker
- Siegfried von Ende (1851–1926), deutscher Generalleutnant
- Theodor am Ende (1834–1899), preußischer Generalleutnant
- Ursula Am Ende (* 1933), deutsche Schauspielerin
- Walther van den Ende (* 1947), belgischer Kameramann
- Werner Ende (1937–2024), deutscher Islamwissenschaftler
- Wolf Rudolph von Ende († 1689), kursächsischer Kammer- und Bergrat sowie Obersteuereinnehmer